# Хесвајлер
Хесвајлер (њем. Hesweiler) општина је у њемачкој савезној држави Рајна-Палатинат. Једно је од 92 општинска средишта округа Кохем-Цел. Према процјени из 2010. у општини је живјело 140 становника. Посједује регионалну шифру (AGS) 7135041.

## Географски и демографски подаци
Хесвајлер се налази у савезној држави Рајна-Палатинат у округу Кохем-Цел. Општина се налази на надморској висини од 390 метара. Површина општине износи 2,3 km². У самом мјесту је, према процјени из 2010. године, живјело 140 становника. Просјечна густина становништва износи 61 становника/km².